# Fô
Fô là một tổng thuộc  tỉnh Houet ở tây nam Burkina Faso. Thủ phủ là thị xã Fô. Dân số năm 2006 là 19.199 người.

## Các thị xã và làng xã
Bouboura, Dangounani, Dawera, Dintoloma, Dorona, Kibe, Kiebani, Kogoue, Kokoroba, Lanfiera, Mossidougou, Moussabougou, Wattinnoma và Yelintouta.